# Durand Cup
Der Durand Cup ist ein indischer Fußballturnier-Wettbewerb. Der Wettbewerb wurde bereits 1888 ins Leben gerufen. Begründet wurde der Durand Cup durch Mortimer Durand, einem Offizier der Royal Scots Fusiliers in Shimla im Jahre 1888.
Die Royal Scots Fusiliers gewannen den ersten Pokal gegen die Highland Light Infantry mit 2:1 Toren.
Ab 1940 wurde das Turnier in Delhi ausgetragen. Nach der Unabhängigkeit Indiens wurde der Durand Cup meist von Mannschaften der bengalischen Metropole Kalkutta gewonnen. Rekordsieger sind die Stadtrivalen Mohun Bagan AC und East Bengal Club, die jeweils 16 mal den Sieg des Durand Cups für sich beanspruchen konnten.
Im Jahre 1997 konnte zum ersten Mal mit dem FC Kochin ein Verein aus Südindien den Cup gewinnen und 1998 und 2002 sicherte sich Mahindra United aus Mumbai den Titel. 1999, 2003 und 2014 konnte Salgaocar Sports Club aus Goa den Durand Cup gewinnen.

## Siegerliste
- 1888: Royal Scots Fusiliers - Highland LI 2-1
- 1889: Highland LI - Simla Rifles 8-1
- 1890: Highland LI - Royal Irish 2-0
- 1891: Scottish Borderers - East Lancashire 2-0
- 1892: Scottish Borderers - A & S Highlands 3-1
- 1893: Highland LI - A & S Highlands 2-1
- 1894: Highland LI - Royal Scots Fusiliers 2-1
- 1895: Highland LI - Somerset LI 1-0
- 1896: Somerset LI - Black Watch 6-1
- 1897: Black Watch - 2nd (Simla) PVRC 1-0
- 1898: Black Watch - N Staffordshire Regiment 4-0
- 1899: Black Watch - Yorkshire Regiment 3-0
- 1900: SW Borders - E Lancashire Regiment 2-0
- 1901: SW Borders - S Staffordshire Regiment 2-1
- 1902: Hampshire Regiment - E Lancashire Regiment 2-1
- 1903: Royal Irish Rifles - Queen’s Regiment 2-1
- 1904: N Staffordshire - Black Watch 1-0
- 1905: Royal Dragoons - Dorsetshire Regiment 2-0
- 1906: Cameronians - Bedfordshire 2-1
- 1907: Cameronians - Royal Welsh Fusiliers 2-0
- 1908: Lancashire Fusiliers - Royal Irish Rifles 2-0
- 1909: Lancashire Fusiliers - King’s Regiment 2-0
- 1910: Royal Scots - 3rd KRR 2-0
- 1911: Black Watch - Lancashire Fusiliers 1-0
- 1912: Royal Scots - Lancashire Fusiliers 1-0
- 1913: Lancashire Fusiliers - 3rd KRR 2-0

1914–1919 : Kein Wettbewerb aufgrund des Ersten Weltkriegs
- 1920: Black Watch - Cameronians 2-0
- 1921: Worcestershire - Royal Fusiliers 1-0
- 1922: Lancashire Fusiliers - Brigade RFA 1-0
- 1923: Cheshire Regiment - Essex Regiment 1-0
- 1924: Worcestershire Regiment - Essex Regiment 2-0
- 1925: Sherwood Foresters - Worcestershire Regiment 2-0
- 1926: Durham LI - Sherwood Foresters 1-0
- 1927: York & Lancaster Regiment - East India Railways 1-0
- 1928: Sherwood Foresters - York & Lancaster Regt 4-0
- 1929: York & Lancaster Regiment - East Yorkshire Regiment 3-0
- 1930: York & Lancaster Regiment - Leicestershire Regiment 2-0
- 1931: Devonshire Regiment - Border Regiment 3-0
- 1932: King’s Shropshire LI - Devonshire Regiment 2-1
- 1933: King’s Shropshire LI - Leicestershire Regiment 3-2
- 1934: B Corps Signals - A & S Highlanders 3-1
- 1935: Border Regiment - R Norfolk Regiment 1-0
- 1936: A & S Highlanders - Green Howards 2-0
- 1937: Border Regiment - Royal Scots 3-1
- 1938: South Wales Borderers - Border Regiment 2-0
- 1939: The tournament was not held due to World War II
- 1940: Mohammedan Sporting Club - Royal Warwickshire Regt. 2-1

1941–1949 : Kein Wettbewerb aufgrund des Zweiten Weltkriegs
- 1950: Hyderabad City Police - Mohun Bagan AC 2-2; 1-0
- 1951: East Bengal Club - Rajasthan Club 1-1;2,1
- 1952: East Bengal Club - Hyderabad City Police 1-0
- 1953: Mohun Bagan AC - National Defence Academy 4-0
- 1954: Hyderabad City Police - Hindustan Aircraft 1-1; 1-0
- 1955: Madras Regimental Centre - Indian Air Force 3-2
- 1956: East Bengal Club - Hyderabad City Police 2-0
- 1957: Hyderabad City Police - East Bengal Club 2-1
- 1958: Madras Regimental Centre - Gurkha Brigade 2-0
- 1959: Mohun Bagan AC - Mohammedan Sporting Club 1-1; 3-1
- 1960: Mohun Bagan AC & East Bengal Club 1-1; 0-0 (beide zum Sieger erklärt)
- 1961: Andhra Pradesh Police - Mohun Bagan AC 1-0

1962 Kein Wettbewerb aufgrund des Vietnamkriegs
- 1963: Mohun Bagan AC - Andhra Pradesh Police 0-0; 2-0
- 1964: Mohun Bagan AC - East Bengal Club 2-0
- 1965: Mohun Bagan AC - Punjab Police 2-0
- 1966: Gurkha Brigade - Sikh Regimental Centre 2-0
- 1967: East Bengal Club - Bengal-Nagpur Railway 1-0
- 1968: Border Security Force - East Bengal Club 1-0
- 1969: Gurkha Brigade - Border Security Force 1-0
- 1970: East Bengal Club - Mohun Bagan AC 2-0
- 1971: Border Security Force - Leaders Club 0-0; 1-0
- 1972: East Bengal Club - Mohun Bagan AC 0-0; 1-0
- 1973: Border Security Force - RAC, Bikaner 2-1
- 1974: Mohun Bagan AC - JCT Mills 3-2
- 1975: Border Security Force - JCT Mills 1-1; 2-1
- 1976: Border Security Force & JCT Mills 0-0; 0-0 (beide zum Sieger erklärt)
- 1977: Mohun Bagan AC - JCT Mills 1-1;2-1
- 1978: East Bengal Club - Mohun Bagan AC 3-0
- 1979: Mohun Bagan AC - Punjab Police 1-0
- 1980: Mohun Bagan AC - Mohammedan Sporting Club 1-0
- 1981: Border Security Force - JCT Mills 1-0
- 1982: Mohun Bagan AC & East Bengal Club 0-0 (beide zum Sieger erklärt)
- 1983: JCT Mills - Mohun Bagan AC 2-1
- 1984: Mohun Bagan AC - East Bengal Club 1-0
- 1985: Mohun Bagan AC - JCT Mills 0-0; 3-2 n. E.
- 1986: Mohun Bagan AC - East Bengal Club 1-0
- 1987: JCT Mills - Mohun Bagan AC 1-0
- 1988: Border Security Force - East Bengal Club 3-2
- 1989: East Bengal Club - Mohun Bagan AC 0-0, 3-1 n. E.
- 1990: East Bengal Club - Mahindra United 3-2
- 1991: East Bengal Club - Border Security Force 1-1; 5-3 n. E.
- 1992: JCT Mills - Mohammedan Sporting Club 1-0
- 1993: East Bengal Club - PSEB 1-0
- 1994: Mohun Bagan AC - East Bengal Club 1-0
- 1995: East Bengal Club - Tata Football Academy 0-0; 4-3 n. E.
- 1996: JCT Mills - Oil Club 1-0
- 1997: FC Kochin - Mohun Bagan AC 3-1
- 1998: Mahindra United - East Bengal Club 2-1
- 1999: Salgaocar Sports Club - East Bengal Club 0-0; 3-2 n. E.
- 2000: Mohun Bagan AC - Mahindra United 1-1; 1-0 [golden Goal]
- 2001: Mahindra United - Churchill Brothers SC 5-0
- 2002: East Bengal Club - Army XI 3-0
- 2003: Salgaocar Sports Club - East Bengal Club 1-1; 4-3 n. E.
- 2004: East Bengal Club - Mohun Bagan AC 2-1
- 2005: Army XI - Sporting Clube de Goa 0-0; 5-4 n. E.
- 2006: Dempo Sports Club - JCT Mills 1-0
- 2007: Churchill Brothers SC - Mahindra United 1-0
- 2008: Mahindra United - Churchill Brothers SC 3-2
- 2009: Churchill Brothers SC - Mohun Bagan AC 3-1
- 2010: Chirag United SC - JCT Mills 1-0
- 2011: Churchill Brothers SC - Chirag United SC 5-4
- 2012: Air India FC - Dodsal Mumbai 3-2
- 2013: Mohammedan Sporting Club - FC ONGC 2-1
- 2014: Salgaocar Sports Club - Pune FC 1-0

2015: Kein Wettbewerb
- 2016: Army Green - NEROCA FC 6-5 n. E.

2017: Kein Wettbewerb